# Aleksandar Ignjovski
Aleksandar Ignjovski (in serbo Александар Игњовски?; Pančevo, 27 gennaio 1991) è un ex calciatore serbo, di ruolo centrocampista.

## Caratteristiche tecniche
Mediano, può essere schierato come terzino su entrambe le fasce.

## Carriera

### Club
Tra il 17 aprile e il 3 maggio del 2012 è rimasto fuori dai terreni di gioco a causa di un infortunio all'articolazione del piede.